# ティルヴァッルヴァル

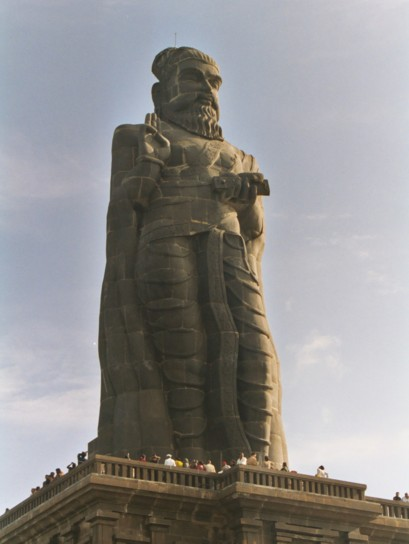
カンニヤークマリにあるティルヴァッルヴァル像

ティルヴァッルヴァル（ タミル語: திருவள்ளுவர் )は、南インドの詩人、思想家。タミル文学において最も著名な詩人で、5世紀か6世紀の人物とされる。名前は「聖なるヴァッルヴァル」を意味し、ヴァッルヴァルはカーストの一つであるパライヤ( paraiya )のサブグループ名を指す。そのため単にヴァッルヴァルとも呼ばれる。
ティルヴァッルヴァルは、「法（アラム）」、「財（ポルル）」、「愛（カーマム）」の三篇をテーマにした箴言詩集『ティルックラル』を書いた。この三つはサンスクリットのダルマ、アルタ、カーマに相当し、アーリヤ文化における人生の三大目標を指す。この三大目標を一書にまとめて扱った初の文芸作品が『ティルックラル』である。
『ティルックラル』はタミル地方の人々に愛好され、インド国内をはじめ30以上の言語に訳され、ティルヴァッルヴァルを讃える歌集『ティルヴァッルヴァマーライ』も作られた。しかし、作者のティルヴァッルヴァル本人の生涯については不明な点が多く、いくつかの伝説が残っている。『ティルックラル』の内容から、古代のマドゥライを中心としたサンガム文学や、『マヌ法典』や『実利論』などサンスクリット語の文献に通じていることがわかる。

## 日本語訳著作
- 『ティルックラル―古代タミルの箴言集』　高橋孝信訳〈平凡社東洋文庫〉、1999年。